# Saki Hayashi
Saki Hayashi (jap. 林咲希 Hayashi Saki; ur. 16 marca 1995 w Itoshimie) – japońska koszykarka, występująca na pozycjach rzucającej lub niskiej skrzydłowej, reprezentantka kraju, wicemistrzyni olimpijska, dwukrotna mistrzyni Azji, obecnie zawodniczka JX-Eneos Sunflowers.

## Osiągnięcia
Stan na 16 listopada 2022, na podstawie, o ile nie zaznaczono inaczej.

### Drużynowe
- Mistrzyni Japonii (2018, 2019)[3][4]
- Wicemistrzyni Japonii (2021)[5]
- Zdobywczyni Pucharu Cesarzowej (2019, 2020, 2020/2021, 2021/2022)[4][6][5][7]

### Indywidualne
- Liderka w skuteczności rzutów za 3 punkty ligi japońskiej (2021)

### Reprezentacja
- Mistrzyni Azji (2019, 2021)[8][9]
- Wicemistrzyni:
  - olimpijska (2020)[10][11][12]
  - uniwersjady (2017)
  - Pucharu Williama Jonesa (2018)[13]
- Brązowa medalistka  igrzysk azjatyckich (2018)[14][13]
- Uczestniczka:
  - kwalifikacji:
    - olimpijskich (2020)
    - do mistrzostw świata (2022)

  - azjatyckich prekwalifikacji olimpijskich (2019)
  - uniwersjady (2015 – 4. miejsce, 2017)